# Benedetto Riccabona de Reinchenfels
Benedetto Riccabona de Reinchenfels (né à Cavalese, le 23 mars 1807 et mort à Trente le 13 mars 1879) est un évêque italien du XIXe siècle.

## Biographie
Après son ordination en 1830, Benedetto Riccabona de Reinchenfels fait du travail pastoral à Passau et devient secrétaire du nonce apostolique en Bavière à Munich. En 1854, il est élu évêque de Vérone et, en 1861, il est transféré à Trente. Il ouvre un petit séminaire dans le diocèse et comme député de la diète d'Innsbruck, il dépose avec trois autres députés une proposition pour une autonomie administrative de Trentino du Tyrol germanophone.
Mgr Riccabona participe au Ier concile du Vatican en 1869-1870.